# Campeonato Nacional de Albania 1945
El Campeonato Nacional de Albania de 1946 (en albanés, Kampionati Kombëtar Shqiptar 1946) fue la 8a. edición del Campeonato Nacional de Albania.

## Resumen
Fue disputado por 12 equipos y Vllaznia ganó el campeonato.

## Clasificación

### Grupo A
| Pos. | Equipo        | PJ | PG | PE | PP | GF | GC | Dif. | Pts. |
| ---- | ------------- | -- | -- | -- | -- | -- | -- | ---- | ---- |
| 1    | Vllaznia      | 10 | 8  | 1  | 1  | 26 | 2  | +24  | 17   |
| 2    | Besa          | 10 | 5  | 3  | 2  | 21 | 7  | +14  | 13   |
| 3    | Teuta         | 10 | 5  | 2  | 3  | 10 | 7  | +3   | 12   |
| 4    | Liria Korçë   | 10 | 3  | 2  | 5  | 16 | 15 | +1   | 8    |
| 5    | Ismail Qemali | 10 | 3  | 1  | 6  | 12 | 22 | -10  | 7    |
| 6    | Tomori        | 10 | 1  | 1  | 8  | 6  | 38 | -32  | 3    |

### Grupo B
| Pos. | Equipo             | PJ | PG | PE | PP | GF | GC | Dif. | Pts. |
| ---- | ------------------ | -- | -- | -- | -- | -- | -- | ---- | ---- |
| 1    | Tirana             | 10 | 7  | 2  | 1  | 30 | 6  | +24  | 16   |
| 2    | Ylli Shkodër       | 10 | 5  | 1  | 4  | 27 | 12 | +15  | 11   |
| 3    | Bashkimi Elbasanas | 10 | 5  | 0  | 5  | 20 | 15 | +5   | 10   |
| 4    | Skënderbeu         | 10 | 4  | 2  | 4  | 14 | 17 | -3   | 10   |
| 5    | Apolonia           | 10 | 3  | 1  | 6  | 9  | 28 | -19  | 7    |
| 6    | Shqiponja          | 10 | 3  | 0  | 7  | 8  | 30 | -22  | 6    |

Nota: 'Ismail Qemali' es Flamurtari, 'Bashkimi Elbasanas' es KS Elbasani y 'Shqiponja' es Luftëtari. 'Ylli' y 'Liria' fueron equipos militares de corta duración.

## Final
| 23 de diciembre de 1945 | Tirana     | 1-2 | Vllaznia                   | Tirana, |  |
|                         | Biçaku 88' |     | Barbullushi 70' · Juka 82' |         |  |

| 26 de diciembre de 1945 | Vllaznia                | 2-1 | Tirana          | Shkodër, |  |
|                         | Vasija 10' · Smajli 86' |     | Fagu 28' (pen.) |          |  |